# Eugenia peninsularis
Eugenia peninsularis är en myrtenväxtart som beskrevs av Ignatz Urban. Eugenia peninsularis ingår i släktet Eugenia och familjen myrtenväxter. Inga underarter finns listade i Catalogue of Life.